# Георги Кръстев
Георги Кръстев Цеков е български офицер от Държавна сигурност, генерал-лейтенант.

## Биография
Роден е през 1918 или 1919 г. в Пазарджишко. След 9 септември 1944 г. влиза в МВР. До 1951 г. е главен инспектор във II отдел на Държавна сигурност, а след това е назначен за началник на Окръжното управление на МВР в Пловдив. Работи в Окръжното управление на МВР-Пазарджик. От 19 септември 1959 г. е генерал-майор. От 1959 година оглавява Трето управление (политическата полиция) на Държавна сигурност. От януари 1961 г. става началник на Пазарджишкия затвор. От март до октомври 1963 г. е директор на Дирекция „Народна милиция“, а след това до май 1965 г. е заместник-директор на дирекцията. През май 1965 г. става началник на отдел за контрол и обобщение на опита в Министерството на вътрешните работи. През 1974 г. става генерал-лейтенант и началник на отдел „Затвори“ при МВР.